# Kalkofen Westerhausen

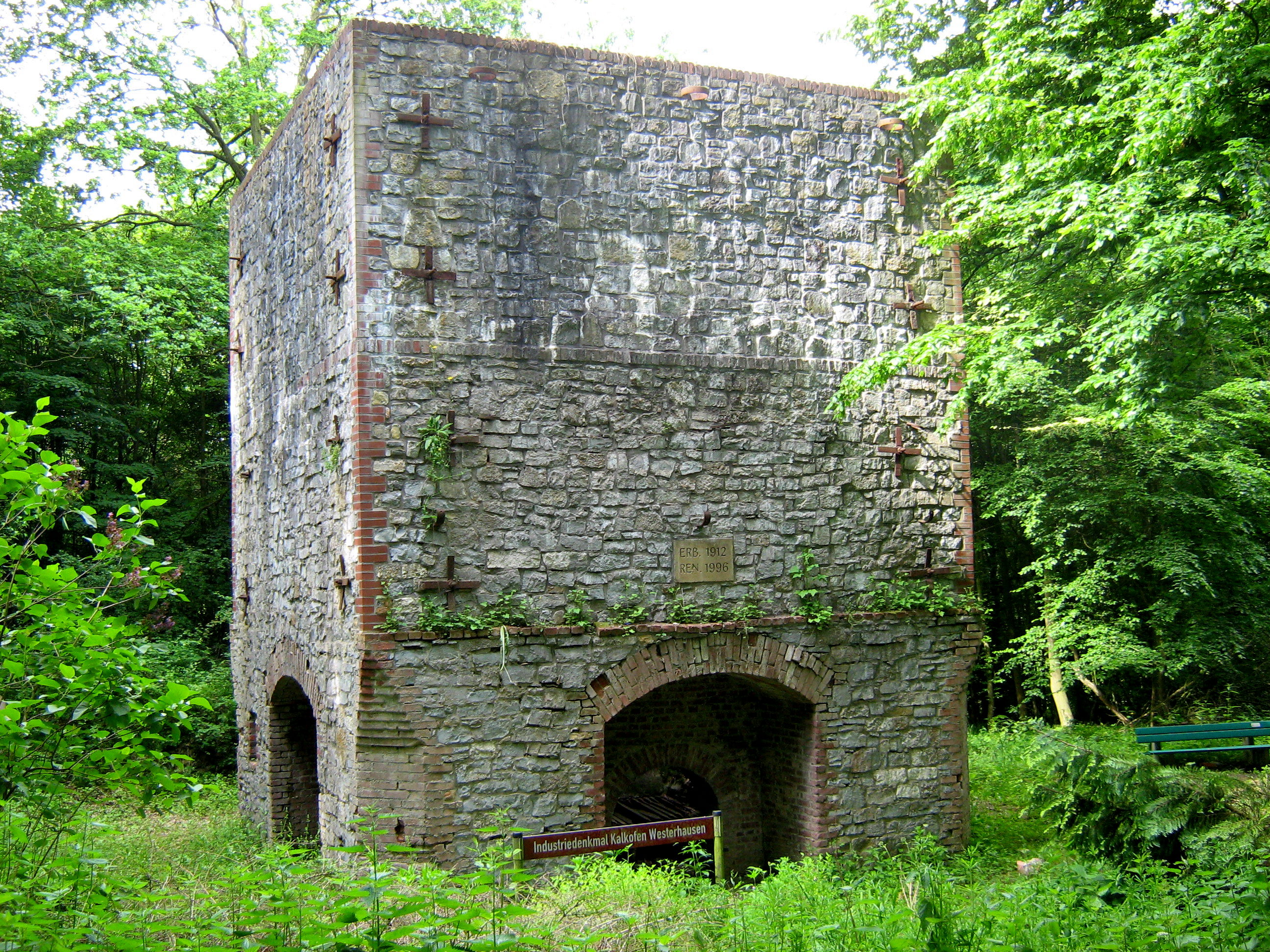
Kalkofen Westerhausen

Der Kalkofen Westerhausen im Meller Ortsteil Westerhausen ist ein Industriedenkmal. Der 1912 errichtete Kalkofen ist ein massiver Bruchsteinbau auf quadratischem Grundriss. Die Fassade ist mit Ziegelsetzungen gestaltet.
In der Region gab es bereits vor Jahrhunderten kleinere Kalköfen. Möglich waren sie durch den Abbau von Kalkstein, der im Wiehengebirge reichlich vorkommt. Dem Hofbesitzer Lübker gehörte ein kleiner Kalkofen am Hang des Westerhausener Berg. Um 1850 wurde mutmaßlich in diesem Ofen gewonnener Branntkalk für den Bau der Diedrichsburg verwendet. Im Bereich zwischen Westerhausen und Buer entstanden in der Mitte des 19. Jahrhunderts die ersten größeren Kalköfen. Wegen der großen Nachfrage nach dem Baustoff Branntkalk erbaute der Hofbesitzer Lübker 1912 den heutigen, großen Kalkofen. Er wurde in den folgenden Jahren um 2,7 Meter erhöht. In der Mitte des 20. Jahrhunderts wurde diese Art der Kalkgewinnung unwirtschaftlich. Die Öfen verfielen oder wurden abgerissen. Nur der große Kalkofen des Hofbesitzers Lübker hat sich erhalten. Er steht bis heute in Privatbesitz.
Eine Renovierung des Bauwerks erfolgte 1996. Heute (2023) weist es erneut erhebliche Mängel auf. Der zuständige Ortsrat sieht eine Sanierung wegen der hohen Kosten überwiegend skeptisch.